# USS Aaron Ward (DD-132)
«Аарон Вард» (англ. USS Aaron Ward (DD-132) — військовий корабель, ескадрений міноносець типу «Вікс» військово-морських сил США за часів Першої та Другої світових війн.
«Аарон Вард» був закладений 11 серпня 1918 року на верфі Bath Iron Works у Баті, штат Мен, де 10 квітня 1919 року корабель був спущений на воду. 21 квітня 1919 року він увійшов до складу ВМС США. Входив до складу 13-ї дивізії есмінців 2-ї ескадри Атлантичного флоту. Входив до складу Нейтрального патруля, який діяв поздовж західного узбережжя США.

## Історія служби
9 вересня 1940 року переданий за угодою «есмінці в обмін на бази» Королівському ВМФ Великої Британії під назвою «Каслтон» (I23), де проходив службу до кінця війни.
29 червня «Каслтон» виходив на ескорт конвою WS 9B.
15 серпня з есмінцями «Антілоуп», «Чарльзтаун», «Дуглас», «Джорджтаун», «Інтрепід», «Лімінгтон», «Саладін» та польським «Позаріця» провадив ескорт зі Скапа-Флоу до Клайду, що вийшов для окупації Азорських островів, але в останній момент операція була скасована.

### Виноски
1. ↑  з 24 травня 1930 по 1 квітня 1937 — перебував у другий раз у складі ВМС США
2. ↑  2 бойових відзнаки за участь у кампаніях та битвах: за Атлантичну битву (1940-1942), за дії в Північному морі (1942-1944).
3. ↑  До складу ескорту конвою WS 9B входили: крейсер «Каїр», есмінці «Каслтон», «Маорі», «Сан-Францис», «Венгвішер», «Вінчелсі», «Волверін», «Рідінг», «Піорун».